# Rap-A-Lot Records
Rap-A-Lot Records, znana również jako Rap-a-Lot 4 Life to założona w Houston w 1986 roku hip-hopowa wytwórnia płytowa. Jedną z podległych jej wytwórni jest Smoke-a-Lot Records. Założona przez Jamesa Smitha (również znanego jako J Prince). 
Do nazwy tej wytwórni nawiązał Notorious B.I.G. w remiksie „Flava in Ya Ear” mówiąc „I'm not from Houston, but I Rap-a-Lot.” (nie jestem z Houston, ale dużo rapuję/Rap-a-Lot). Na końcu piosenki Devina the Dude, „What a Job” ze Snoop Doggiem, Snoop gratuluje wytwórni „J. Prince, Jazz Prince, Rap-a-Lot, still on top, 2007" („wciąż na topie, 2007").

## Albumy studyjne

### 1988
- Geto Boys - Making Trouble
- Raheem -The Vigilante
- Royal Flush - Uh Oh!
- Def IV - Nice & Hard

### 1989
- Willie D - Controversy
- Geto Boys - Grip It! On That Other Level

### 1990
- Choice - The Big Payback
- Geto Boys - The Geto Boys

### 1991
- Convicts - Convicts
- Geto Boys - We Can't Be Stopped
- The Terrorists - Terror Strikes; Always Bizness, Never Personal
- Scarface - Mr. Scarface Is Back

### 1992
- The Terrorists - Terror Strikes; Always Bizness, Never Personal
- Too Much Trouble - Bringing Hell on Earth
- Ganksta N-I-P - The South Park Psycho
- Choice - Stick-N-Moove
- Big Mello - Bone Hard Zaggin'
- Prince Johnny C - It's Been a Long Rhyme Coming
- Raheem - The Invincible
- Rap-a-Lot's Underground Masters - Rap-A-Lot's Underground Masters
- Bushwick Bill - Little Big Man
- Willie D - I'm Goin' Out Lika Soldier
- Geto Boys - Uncut Dope
- Seagram - The Dark Roads

### 1993
- Seagram - The Dark Roads
- Geto Boys - Till Death Do Us Part
- 2 Low - Funky Lil Brotha
- Scarface - The World Is Yours

### 1994
- Tim Smooth - Straight Up Drivin' Em
- Scarface - The Diary
- Odd Squad - Fadanuf Fa Erybody!!
- Big Mello - Wegonefunkwichamind

### 1995
- CJ Mac - True Game
- Menace Clan - Da Hood
- 5th Ward Boyz - Rated G
- Blac Monks - Secrets of the Hidden Temple
- Poppa LQ - Your Entertainment, My Reality
- Trinity Garden Cartel - Don't Blame It On Da Music

### 1996
- Mr. 3-2 - Wicked Buddah Baby
- Almighty RSO - Doomsday: Forever RSO
- Geto Boys - The Resurrection
- Do or Die - Picture This
- Facemob - The Other Side Of The Law

### 1997
- Scarface - The Untouchable

### 1998
- Scarface - My Homies
- Devin the Dude - The Dude
- Do or Die - Headz or Tailz
- Geto Boys - Da Good Da Bad & Da Ugly
- Yukmouth - Thugged Out: The Albulation
- Ghetto Twiinz - No Pain No Gain
- Blac Monks - No Mercy
- A-G-2-A-Ke - Mil Ticket
- Tela - Now Or Never
- J Prince presents - Realest N´s Down South Compilation

### 1999
- Big Mike - Hard to Hit

### 2000
- Snypaz - Livin' In The Scope
- Scarface - The Last Of A Dying Breed
- Do or Die - Victory
- Tela - The World Ain´t Enuff

### 2001
- Dorasel - Unleash The Beast
- Big Syke - Big Syke Daddy
- Yukmouth - Thug Lord: The New Testament

### 2002
- Devin the Dude - Just Tryin' Ta Live
- Scarface - The Fix
- Outlawz - Neva Surrenda
- Hussein Fatal - Fatal
- Luniz - Silver & Black
- Big Syke - Big Syke
- Do or Die - Back 2 the Game
- Tela - Double Dose
- Scarface - Greatest Hits
- Yukmouth - United Ghettos of America
- Geto Boys - Greatest Hits
- Project Playaz - The Return
- Facemob - Silence
- Snypaz - Snypaz

### 2003
- Scarface - Balls & My Word
- Yukmouth - Godzilla
- Slim Thug & Lil Keke - The Big Unit
- Hi-C - The Hi-Life Hustle
- Rap-A-Lot 4 Life & Bigg Tyme - The Day After Hell Broke Loose
- Juvenile & Wacko & Skip - Beginning of the End
- 5th Ward Boyz - Greatest Hits
- Yukmouth - United Ghettos of America Vol. 2
- UTP - Nolia Clap

### 2004
- Devin the Dude - To Tha X-Treme
- Thug Lordz - In Thugz We Trust
- Z-Ro - The Life of Joseph W. McVey

### 2005
- Lil Flip & Z-Ro - Kings Of The South
- Geto Boys - The Foundation
- Z-Ro - Let the Truth Be Told
- Pimp C - Sweet James Jones Stories
- Bun B - Trill

### 2006
- Do or Die - Get That Paper
- Z-Ro - I’m Still Livin’
- Pimp C - Pimpalation
- Scarface - My Homies Part 2
- Trae - Restless
- Partners-N-Crime - Club Bangaz
- Trilltown Mafia - It Goes Without Sayin

### 2007
- Trae - Life Goes On
- Devin the Dude - Waitin' To Inhale
- Z-Ro - Power
- Scarface - MADE
- UTP - Back Like We Left Something

### 2008
- Yukmouth - Million Dollar Mouthpiece
- Scarface - The Best of Scarface
- Devin the Dude - Greatest Hits
- Yukmouth - Greatest Hits
- Bun B - II Trill
- Pimp C - Greatest Hits
- Geto Boys - Best of the Geto Boys
- ABN - It Is What It Is
- Z-Ro - Crack
- Devin the Dude - Hi Life
- Trae - The Beginning
- Scarface - Emeritus

### 2009
- Z-Ro - Greatest Hits
- Scarface - Greatest Features
- Damm D - Never Forget Loyalty (N.F.L.)
- Z-Ro - Cocaine

### 2010
- Z-Ro - Heroin (Dostępny 15 czerwca, 2010)
- Bun B - Trill O.G. (Dostępny 3 sierpnia, 2010)